# Claines
Claines är en by i distriktet Worcester, i grevskapet Worcestershire, i England. Byn är belägen 4 km från Worcester. Claines var en civil parish fram till 1885 när blev den en del av North Claines och South Claines. Civil parish hade 10 212 invånare år 1881.